# Chambre de commerce et d'industrie Ardèche Méridionale
La chambre de commerce et d'industrie Ardèche méridionale était jusqu'en 2010 l'une des deux CCI du département de l'Ardèche.
Ayant fusionné avec la CCI Nord-Ardèche, elle est désormais la délégation d'Aubenas de la Chambre de Commerce et d'Industrie de l'Ardèche.

## Missions
En tant que CCI, elle était chargée de représenter les intérêts des entreprises commerciales, industrielles et de service des arrondissements de Largentière et de Privas et de leur apporter certains services. C'est un établissement public qui gère en outre des équipements au profit de ces entreprises. Comme toutes les CCI, elle était placée sous la tutelle du préfet du département représentant le ministère chargé de l'industrie et le ministère chargé des PME, du Commerce et de l'Artisanat (désormais, c'est le Préfet de Région qui exerce cette tutelle sur les CCI).

### Service aux entreprises
- Centre de formalités des entreprises
- Assistance technique au commerce
- Assistance technique à l'industrie
- Assistance technique aux entreprises de service
- Point A (apprentissage)

### Gestion d'équipements
- Aéroport d'Aubenas Ardèche méridionale

### Centres de formation
- Centre de formation d'apprentis de Lanas;
- Centre de formation consulaire

## Historique
- 2 avril 1804 : Création de la chambre consultative des Arts et manufactures.
- 25 aout 2009 : Décret no 2009-1018 de fusion de la chambre avec la chambre de commerce et d'industrie Nord-Ardèche pour former la  chambre de commerce et d'industrie de l'Ardèche.

## Pour approfondir